# Kurt von Heeringen

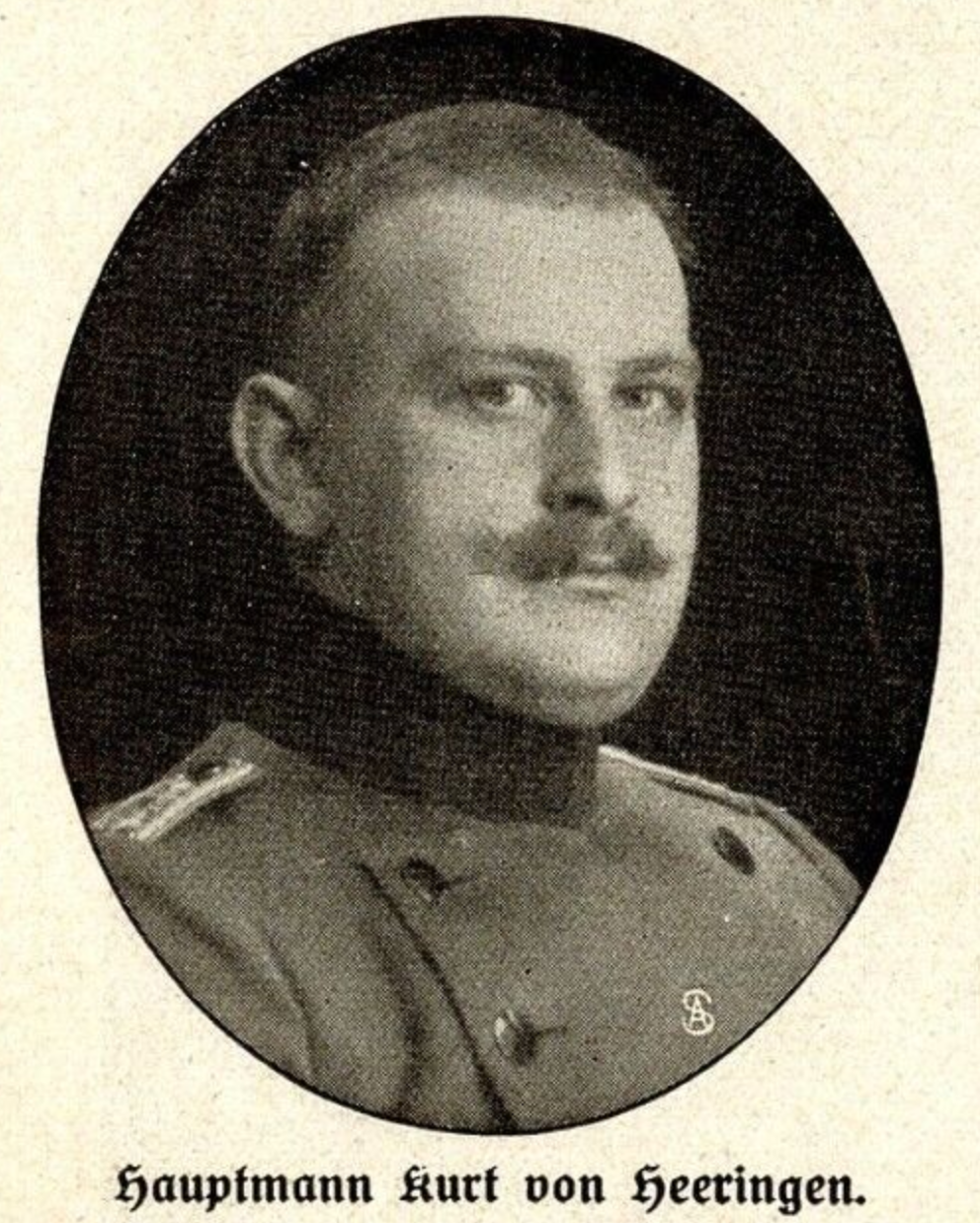
Kurt von Heeringen im Ersten Weltkrieg

Kurt August Kasimir Josias von Heeringen (* 19. April 1878 in Straßburg; † 6. Januar 1937 in Berlin-Schöneberg) war ein deutscher Freimaurer.

## Leben

### Herkunft und Familie
Kurt war ein Sohn des preußischen Generaloberst und Kriegsminister Josias von Heeringen und dessen Ehefrau Auguste von Dewall. Er hatte zwei Schwestern und drei Brüder, von denen spätere Industrielle Werner von Heeringen, der Oberst Walter von Heeringen und die Caroline von Heeringen bis zum Erwachsenenalter überlebten. Durch eine Heirat im Jahre 1903 mit Eleonore von Lersner bekam er die 1907 geborene Tochter Eva von Heeringen († 1985).

### Karriere

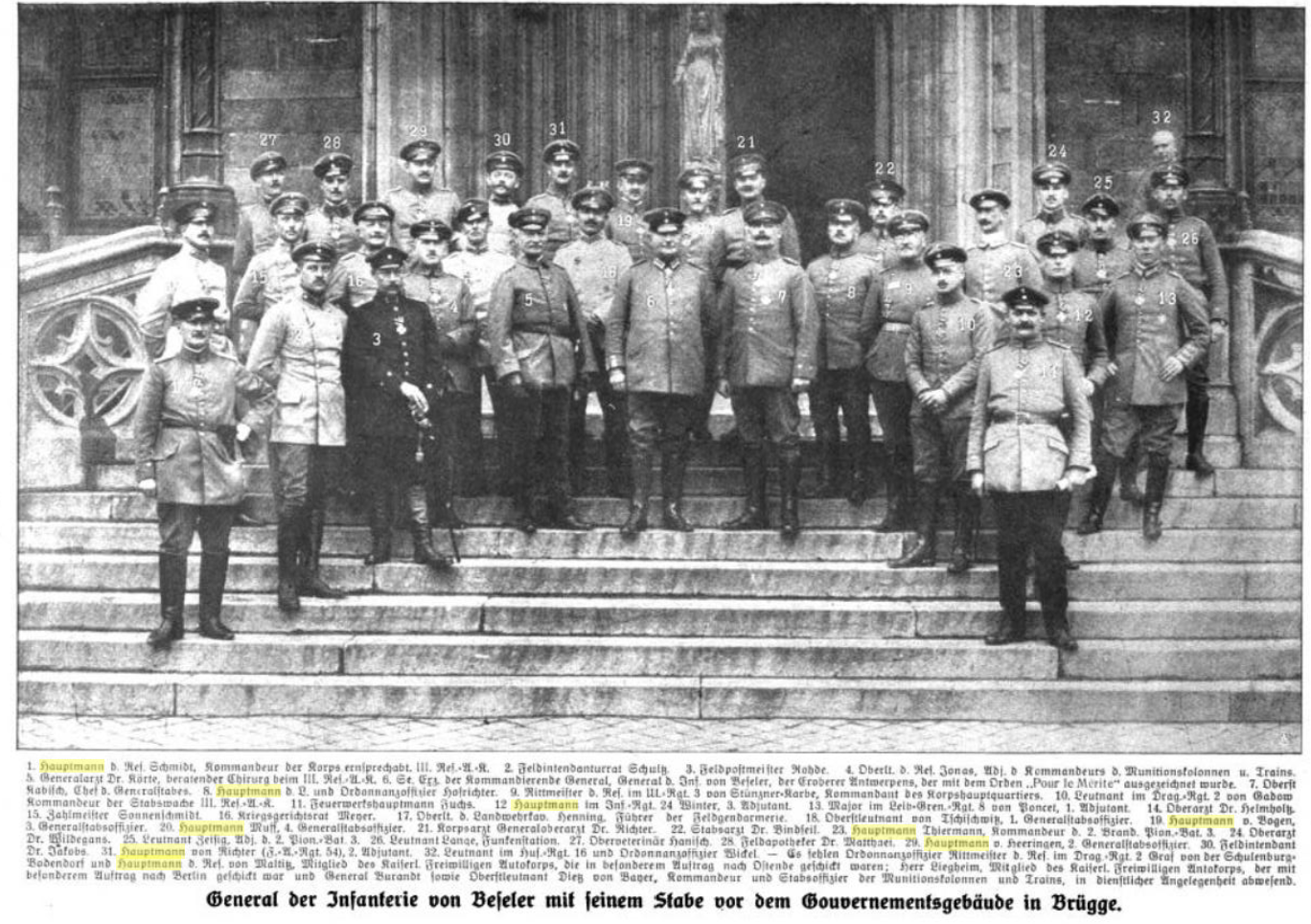
Hauptmann von Heering (Nr. 29) als Generalstabsoffizier im Stab des General Hans von Beseler (Nr. 6) vor dem Gouvernementsgebäude in Brügge im Jahre 1914

Von Heeringen trat wie sein Vater auch in die preußische Armee ein und wurde am 18. Oktober 1896 zum Leutnant ernannt. Nach Beförderung zum Hauptmann am 20. März 1911 diente er fortan als Offizier im Großen Generalstab in Berlin und war bis Ausbruch des Ersten Weltkrieges Träger des Roten Adlerordens IV. Klasse. Er wurde während des Krieges schon 1914 mit dem Eisernen Kreuz I. Klasse ausgezeichnet und diente hauptsächlich als Generalstabsoffizier. 1917 war er Major im Generalstab des III. Armee-Korps.
Nach dem Waffenstillstand von Compiègne im November 1918 war seine Tätigkeit als Generalstabsoffizier beendet. Er stellte Im Sommer 1919 das Schutzregiment Groß-Berlin auf, mit dem er sich unter anderem am Kapp-Putsch im März 1920 beteiligte. Angehörige des Freikorps kamen ausschließlich aus Berlin und Umgebung, darunter auch Theodor Habicht, Reinhard Neubert und Günther Tamaschke. Das Freikorps löste sich im Mai 1920 schließlich auf. Eine Nachfolgeorganisation des Freikorps war der Sportklub „Olympia“. Er schied nachfolgend als Oberstleutnant aus der deutschen Armee aus und betätigte sich weiterhin in republikfeindlichen Kreisen. Er wurde so 1921 erster Hauptgeschäftsführer des Westfalenbundes (auch Cheruskerbund), einer Nachfolgeorganisation des westfälischen Provinzialverbandes der von der Regierung aufgelösten Orgesch. Im Westfalenbund hatte er guten Kontakt zu Ferdinand von Lüninck. Noch während seiner Zeit als Hauptgeschäftsführer spaltete sich Ende 1921 eine Gruppe unter Hubert Naendrup vom Westfalenbund als sogenannter Westfalen-Treubund ab.
Er betätigte sich auch in freimaurerischen Kreisen und wurde 1931 zum Landesgroßmeister der Großen Landesloge der Freimaurer von Deutschland ernannt. Während seiner Zeit als Landesgroßmeister kam es nach einer Konferenz am 7. April 1933 mit Hermann Göring zur Einstellung aller freimaurerischen Grundlagen und eliminierte dadurch insbesondere alle alttestamentlichen Stellen im Ritual und alle freimaurerischen Bezeichnungen. Er verrichtete die Umbenennung zum „Deutsch-Christlicher Orden der Tempelherren“. Am 10. April 1933 unterrichtete von Heeringen die anderen beiden altpreußischen Großlogen von dieser Umwandlung. Die anderen altpreußischen Großlogen folgten in den Tagen darauf ihrem Beispiel. Trotz alledem wurde der Deutsch-Christliche Orden der Tempelherren im Jahr 1935 durch eine Anweisung des Reichsministerium des Innern aufgelöst.
Bis 1933 wohnte Kurt mit seiner Familie in der Berliner Schlossstraße, zog aber aufgrund seines hohen Alters in das Potsdamer Gartenkassenhaus im Park Sanssouci. Er starb 1937 aufgrund eines Herzleidens.